# Sabine Rubin
Pour les articles homonymes, voir Rubin.
Sabine Rubin, née le 13 août 1960 à Paris, est une femme politique française, membre de La France insoumise.

## Biographie
Après avoir été enseignante en lettres trois ans dans un collège de Pantin, puis formatrice dans le domaine de l’insertion professionnelle, elle devient en 2000 agent territorial à Plaine commune où elle est chargée des relations entre les entreprises et les établissements scolaires. Elle est candidate aux élections législatives de 2007 sous les couleurs du Parti humaniste, dont elle ne renie pas les valeurs antimilitaristes. Elle y réalise le score de 0,05 %.
Elle est candidate aux élections municipales de 2014 aux Lilas sur la liste « Les Lilas autrement » (EELV-PG-E!) mais n'est pas élue.
Elle est élue députée dans la neuvième circonscription de la Seine-Saint-Denis, lors des élections législatives de juin 2017 sous les couleurs de La France insoumise,. 
Elle ne se représente pas lors des élections de législatives des 2022, au profit d'Aurélie Trouvé, qui est la candidate soutenue par le parti de Jean-Luc Mélenchon dans sa circonscription.
L'association Agir pour l'environnement la situe à la sixième place de son classement des députés ayant le plus agi en faveur de l’écologie et de la protection de la planète au cours de la mandature 2017-2022.